# Double Dragon 3: The Rosetta Stone
Double Dragon 3: The Rosetta Stone (ダブルドラゴン3 ザ・ロゼッタストーン?) è un videogioco picchiaduro a scorrimento prodotto dalla Technos Japan Corp. e originariamente uscito nelle sale giochi nel 1990. Si tratta del secondo sequel di Double Dragon dopo Double Dragon II: The Revenge. Rispetto ai precedenti capitoli l'ambientazione è molto differente, con nemici completamente diversi e numerosi elementi fantasy, e i personaggi giocabili sono aumentati di numero, con una rosa di mosse rinnovata e possibilità di acquistare potenziamenti nei negozi.
Nel 1991-1992 furono pubblicate conversioni per le console Sega Mega Drive e Game Boy e per i computer Amiga, Amstrad CPC, Atari ST, Commodore 64, MS-DOS e ZX Spectrum. Il titolo di copertina su Game Boy e Mega Drive è Double Dragon 3: The Arcade Game e quello su computer è Double Dragon III: The Rosetta Stone.
La versione per Nintendo Entertainment System, intitolata Double Dragon III: The Sacred Stones in Occidente, si differenzia particolarmente dalle altre.
La Tiger Electronics produsse inoltre un adattamento di The Rosetta Stone come gioco elettronico portatile.
Questo fu l'ultimo picchiaduro a scorrimento arcade della serie Double Dragon. Il successivo Super Double Dragon uscì solo per console.

## Trama
I protagonisti sono i fratelli Billy e Jimmy Lee, esperti di arti marziali, ai quali solo in questo capitolo e solo nella versione arcade si aggiunge il terzo fratello Sonny, vestito di giallo. Un misterioso indovino, Hiruko, informa i Lee del sorgere di un potente nemico in Egitto. Inizia per loro una sfida internazionale, durante la quale potranno ricevere l'aiuto di altri alleati.
L'avventura li porterà in USA, Cina, Giappone, Italia e infine Egitto, per recuperare le tre pietre di Rosetta (Rosetta Stone è il nome inglese della Stele di Rosetta). Con queste possono sbloccare una porta per raggiungere il nemico finale, che li attende dentro un'antica tomba egizia.
Soprattutto nell'ultima fase in Egitto, anziché lottatori si affrontano mummie e altre creature soprannaturali. La battaglia finale è contro un'enorme mummia, che poi si rigenera e si rivela essere Cleopatra, sotto forma di un'enorme maga, che dev'essere ulteriormente sconfitta per ottenere il suo tesoro.

## Modalità di gioco
Come i titoli precedenti, The Rosetta Stone è un picchiaduro a scorrimento orizzontale 2,5D con i personaggi che possono muoversi in tutte le otto direzioni e attaccare a destra e sinistra con varie mosse. Oltre a salto, pugno e calcio semplici, i giocatori hanno a disposizione varie mosse avanzate che sono state pesantemente modificate rispetto ai predecessori.
Il gioco arcade originale supporta fino a tre giocatori simultanei in cooperazione (adattabile anche a cabinati da due). Nelle conversioni domestiche sono supportati fino a due giocatori, compresa quella per Game Boy con Game Link Cable.
Nella versione arcade tra le mosse più complesse ottenibili con varie combinazioni ci sono testata volante, presa con le caviglie, calcio roteante e suplex, ma alcune non sono subito disponibili e devono essere acquistate. Il giocatore inoltre ha la possibilità di far correre il personaggio con una doppia pressione sul joystick a destra o sinistra. Sempre correndo è possibile effettuare dei "placcaggi" sugli avversari, o effettuare calci volanti. Se si gioca in due contemporaneamente, e Billy e Jimmy vengono a contatto di schiena, possono eseguire un calcio roteante tenendosi afferrati per le braccia. Nelle conversioni si hanno generalmente meno mosse avanzate a disposizione.
Nel corso dei livelli sono presenti alcuni negozi dove è possibile comprare dei potenziamenti che possono essere: mosse aggiuntive, agilità aumentata, un'arma (che può variare a seconda del livello ed è disponibile solo per i personaggi principali), energia vitale extra, oppure un personaggio extra (che varia a seconda del livello). Nella versione arcade questo tipo di acquisto può essere effettuato inserendo altri gettoni/monete, nelle conversioni si ha a disposizione automaticamente un certo numero di crediti.
L'energia vitale dei protagonisti non è più in barre (escluso il Game Boy), bensì in numerazione digitale, che andrà a calare ogniqualvolta verranno colpiti.
Se il personaggio controllato dal giocatore viene ucciso, inizialmente non vengono date altre vite, ma se è stato precedentemente acquistato almeno un nuovo personaggio si passa a controllare quest'ultimo, che può essere:
- Uno dei fratelli Chin, paffuti esperti di kung fu cinesi con potenti attacchi;
- Uno dei fratelli Oyama, veloci karateka giapponesi;
- Uno dei fratelli Urquidez, alti wrestler occidentali con molta energia.[2]

La versione giapponese dell'arcade ha importanti differenze da quella occidentale. In questo caso i negozi non esistono. Il giocatore può decidere direttamente a inizio partita se usare come personaggio uno dei fratelli Lee, Chin, Oyama o Urquidez. Tutte le mosse sono disponibili da subito (ma il calcio roteante è meno facile da eseguire) e le armi si possono trovare da raccogliere a terra.

## Sviluppo
Lo staff autore di Double Dragon 3 in versione arcade era completamente diverso da quello dei capitoli precedenti. La Technos, troppo impegnata in altri progetti, lo fece sviluppare a una ditta esterna (East Technology), ancora novizia nello sviluppo di videogiochi.
L'arcade fu sviluppato in Giappone, ma fu pubblicato prima negli USA, e poi localizzato anche per il mercato giapponese. La sua maggiore innovazione nella serie erano i negozi dei potenziamenti, ma ciascun acquisto costava un intero credito, un sistema allora inusuale, che ricorda il moderno micropagamento e che rendeva il gioco un grande mangiasoldi. Secondo il game director originale, Yoshihisa Kishimoto, il sistema fu criticato dal pubblico, per questo nella versione giapponese i negozi furono eliminati, tornando a metodi più tradizionali, come la libera scelta del personaggio e le armi raccolte da terra. Kishimoto sostiene che la versione occidentale era comunque affrontabile anche senza acquisti, ma ha ammesso che non era un bel sistema e che l'ha realizzato in quel modo perché era a corto di idee.

## Accoglienza
Double Dragon 3 fu accolto in modo molto variabile dalla critica occidentale dell'epoca. 
Già il gioco arcade, criticato dal pubblico per il metodo di potenziamento costoso in denaro reale, ricevette alcuni pareri contrastanti.
L'accoglienza media fu discretamente buona nel caso dell'Amiga, arrivando fino alla rivista The Games Machine che lo descrisse come probabilmente il miglior picchladuro fino ad allora disponibile per quel sistema. La media fu discretamente buona anche sul Commodore 64, sull'Amstrad CPC, sull'Atari ST e anche più buona sullo ZX Spectrum.
Risultò in media deludente il gioco per MS-DOS, per Game Boy, e soprattutto per Mega Drive, che ebbe una decisa maggioranza di valutazioni insufficienti.